# Березники (Собинский район)
Березники — село Собинского района Владимирской области, административный центр муниципального образования Березниковское сельское поселение.

## География
Расположено примерно в 33 км к юго западу от Владимира в верховьях реки Тоймига, в 15 км южнее райцентра Собинка, высота над уровнем моря 144 м. Недалеко протекает река Клязьма, на территории села находится большой пруд и несколько меньших. Один из прудов выкопан на месте памятного места с памятником фронтовикам убитым немецкофашистскими полицаями.
Географически относится к Азии (восточнее 40го градуса восточной долготы).

## История
Местность вокруг Березников называлась в старинных актах «Славецкой волостью». В начале XVII века на Георгиевском погосте, располагавшемся тогда в 1 версте от Березников, уже находилась церковь во имя святого великомученика Георгия, которая и была занесена в патриаршие окладные книги. В середине XVIII столетия вместо неё была построена каменная церковь также во имя святого великомученика Георгия. В этой церкви сначала был устроен только один престол, но в 1781-88 годах на средства князя А.П. Голицына в трапезе был устроен другой престол во имя святой великомученицы Параскевы. В приходе в это время числилось 350 дворов. В 1838 году трапеза была расширена и в ней устроен другой придел во имя святого пророка Илии. В 1856-59 годах перестроен был и главный храм. В погосте имелась земская народная школа, учащихся в 1896 году было 106.
В конце XIX — начале XX века село являлось центром Березниковской волости Судогодского уезда, с 1926 года — в составе Собинской волости Владимирского уезда. В 1859 году в деревне числилось 46 дворов, в 1905 году — 115 дворов, в 1926 году — 115 хозяйств, начальная школа, почта и амбулатория.
С 1929 года село являлось центром Березниковского сельсовета Собинского района, с 2005 года — Березниковское сельское поселение.
В 1965 году к Березникам присоединены упразднённые деревня Готовкино и село Халтурка.

## Население
| 1859 | 1905 | 1926 | 2002 | 2010 | 2021 |
| ---- | ---- | ---- | ---- | ---- | ---- |
| 537  | ↗551 | ↘502 | ↗527 | ↘466 | ↘403 |

## Инфраструктура
В селе 3 магазина, детский сад «Аленушка», администрация, сельский Дом Культуры (несколько раз уже менявший свои географические координаты), почта, мебельная фабрика, две мачты сотовой телефонной связи, село электрифицировано ещё в советское время, также стационарная телефония проведена в село в советское время, магистральный газопровод проходит в 18-ти километрах севернее. Школа в селе была открыта в 1902 году, как Крестовоздвиженское начальное училище и действует до сих пор. Больница была закрыта в конце 1990-х годов, а также баня и столовая. Коровники и свинарники окончательно уничтожены в 2014 году. Склады горюче смазочных материалов и минеральных удобрений уничтожены ранее. Сельхозтехника разграблена. Питьевое водоснабжение отсутствует, колодцы с технической водой уничтожены предыдущими властями. В 80-х годах двадцатого века заасфальтирована автомобильная дорога Собинка<=>Березники. Автодорога Березники-Бакшеево-Шатура не имеет покрытия. Ведутся работы по варварской вырубке леса и вывозу торфа из окрестностей села Березники.

## Русская православная церковь
Георгиевская церковь XIX века, построена в 1898 году.. Служба в храме возобновлена в начале 1990-х годов. Ценности изъяты и вывезены в Суздаль.
Трупы хранителей икон закопаны в землю., частенько заглядывали без приглашения некие "страхователи", отказавшимся от вымогательств сжигали избы, рушили общеопасным способом кирпичные печи, похищали дрова. Каратели полицаи Ветеранов Великой Отечественной войны перед смертью пытали.